# Kakkabevinahalli, Bellary
Kakkabevinahalli là một làng thuộc tehsil Bellary, huyện Bellary, bang Karnataka, Ấn Độ.